# Stephen Fung
Pour les articles homonymes, voir Fung.
Stephen Fung (chinois : 馮德倫, Fung Tak-Lun), né à Hong Kong (Chine) le 9 août 1974, est un acteur, chanteur, scénariste et réalisateur hongkongais.

## Biographie
- Formation : Université du Michigan

## Filmographie partielle

### Comme réalisateur
- 2001 : Lian'ai qiyi (Heroes in Love, segment « My Beloved »)
- 2004 : Enter the Phoenix (Da lao ai mei li)
- 2005 :  House of Fury (Jing mo gaa ting)
- 2009 : Jump
- 2012 : Tai Chi 0 (Tai Chi Zero)
- 2012 : Tai Chi Hero (en)
- 2017 : The Adventurers

### Comme acteur
- 2006 : Sai chiu (49 Days) : Lau Sing
- 2006 : Tin heng tse (Heavenly Mission) : Gui Zai / Brother Ghost
- 2008 : All About Women (Nǚrén bú huài) : Xiaogang
- 2010 : Chut sui fu yung (The Fantastic Water Babes) : Harly
- 2010 : Virtual Recall
- 2012 : Lost in London
- 2012 : Tai Chi 0 (Tai Chi Zero) : Nan
- 2012 : Tai Chi Hero (Tai Chi 2: The Hero Rises) : Nan
- 2013 : Badge of Fury (Bu er shen tan) : Liu Jun
- 2013 : Shen qi (Amazing) : Pepper